# 淡紅鋸鮨
費城鋸鮨為輻鰭魚綱鱸形目鱸亞目鮨科的其中一種，分布於中西大西洋的馬提尼克島海域，為底棲性魚類，屬肉食性，生活習性不明。

## 擴展閱讀
維基物種上的相關：費城鋸鮨